# Jean Périnard
Jean Périnard est un homme politique français né le 15 mars 1884 à Versailles (Yvelines) et décédé le 10 septembre 1934 à Versailles,

## Biographie
Avocat, il est bâtonnier à Versailles, conseiller municipal en 1912 et conseiller général en 1914 (élection qu'il remporte face à l'aviateur Louis Blériot). Il est député de Seine-et-Oise de 1919 à 1928, inscrit au groupe de la Gauche républicaine. Il se montre très actif sur les questions de droit pénal et d'enseignement.

## Sources
- « Jean Périnard », dans le Dictionnaire des parlementaires français (1889-1940), sous la direction de Jean Jolly, PUF, 1960 [détail de l’édition]